# タイミル島
タイミル島(タイミルとう、ロシア語: Остров Таймыр)は、ロシア連邦のカラ海にある島。全長33 km、幅約10 km。タイミル半島西岸のタイミル湾の西の岩礁域の沖合に位置する。平均幅3 kmのタイミル海峡によって半島と隔てられている。

## 地理
タイミル島はノルデンショルド群島の南方、タイミル半島の沿岸付近にある島の一つである。タイミル島および周辺の島（ナンセン島など）の海岸部は多くの曲がった深い窪みを持つ複雑な形状をしている。周辺の島々を隔てる海峡の形状もまた複雑である。地質学的にはノルデンショルド群島はこれら島々を含めて一体となっている。タイミル島から最も近い島はホフガード島で、マティセン海峡を隔てて北西に10.8 kmの位置にある。
タイミル島の周辺の海域は、長く厳しい冬の間はポリニアのある流氷に覆われ、夏でも流氷は絶えない。
行政上はロシア連邦のクラスノヤルスク地方に属し、島全域がGreat Arctic State Nature Reserveに指定・保護されている。この自然保護区はロシア連邦で最も広く、世界でも最も広い自然保護区の一つである。

## 歴史
1900年10月、エドゥアルト・フォン・トルは最後の探検でタイミル島の南西にある小島にて冬営した。